# Lasiocaryum ludlowii
Lasiocaryum ludlowii là loài thực vật có hoa trong họ Mồ hôi. Loài này được R.R. Mill mô tả khoa học đầu tiên năm 1996.